# Westricher Hochfläche

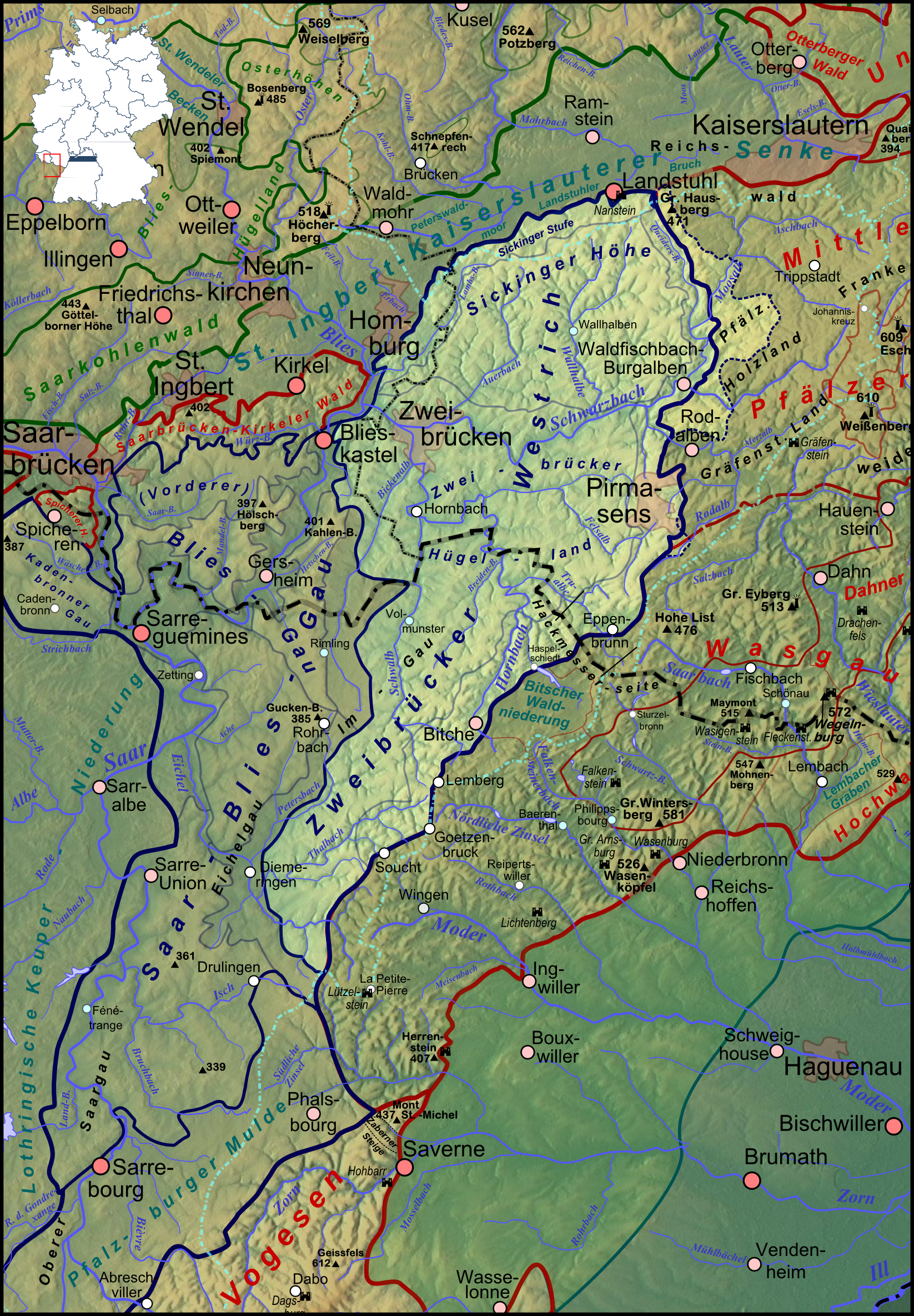
Die Westricher Hochfläche (farblich hervorgehoben) im westlichen Anschluss an den Pfälzerwald nebst südlicher Fortsetzung nach Lothringen

Als Westricher Hochfläche, auch als Zweibrücker Westrich oder Südwestpfälzische Hochfläche wird eine Landschaft bezeichnet, die größtenteils im Bundesland Rheinland-Pfalz, zu kleineren Anteilen auch im Saarland (Saarpfalz-Kreis) liegt. Ihr Kerngebiet im Südwesten der Region Pfalz ist Teil der historischen Region Westrich.

## Geographie

### Struktur und Grenzen

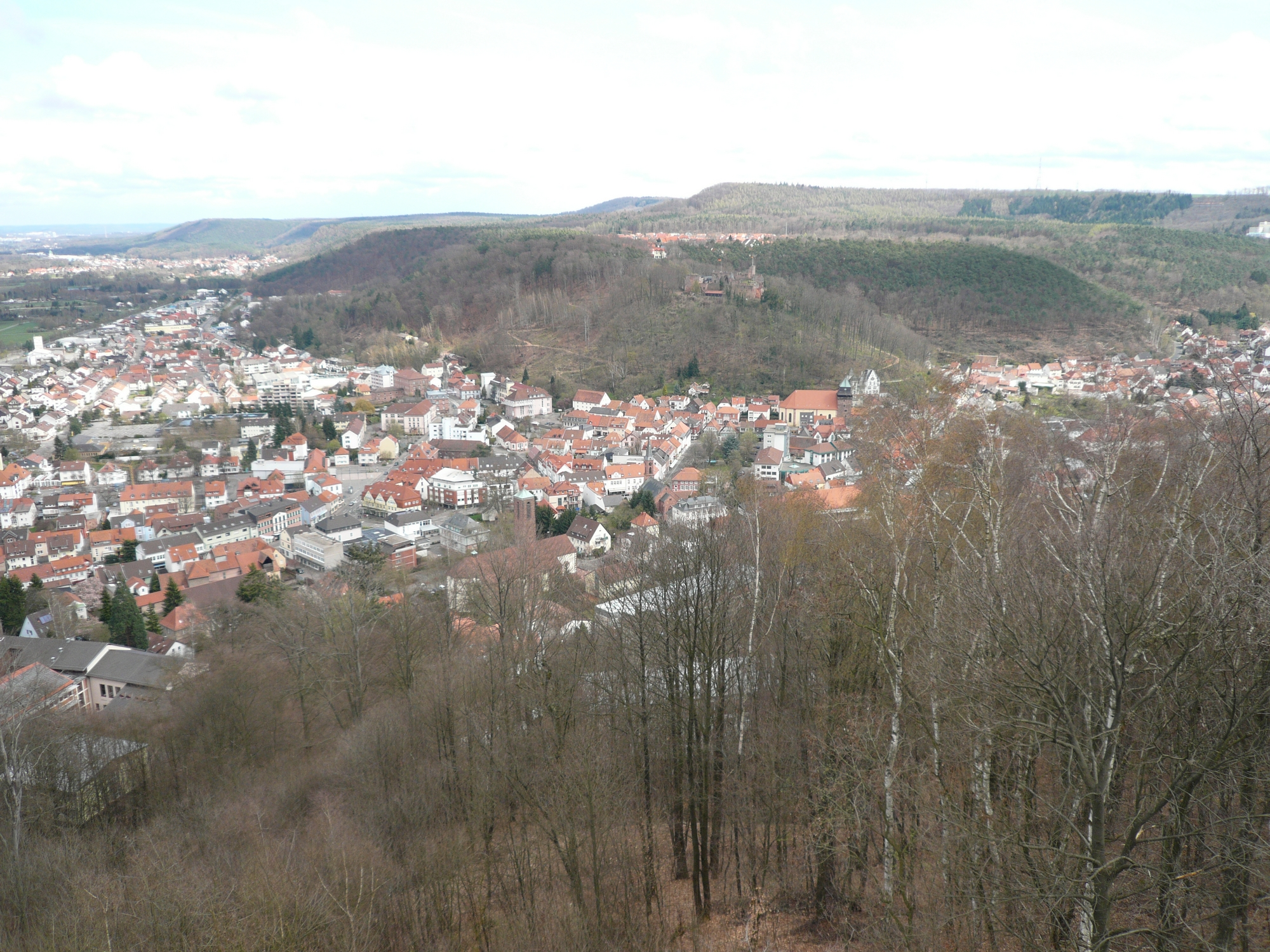
Sickinger Stufe: Anstieg von Landstuhl (links) auf die Sickinger Höhe hinauf (rechts)

Die Westricher Hochfläche besteht in erster Linie aus der Sickinger Höhe im Norden und dem Zweibrücker Hügelland im Süden, das morphologisch eigentlich mehr zum nordöstlichen Lothringen (Frankreich) gehört.
Nach Nordwesten, zum Homburger Becken, und vor allem nach Norden, zum Landstuhler Bruch, fällt die Kern-Hochfläche in einer markanten Schichtstufe, der Sickinger Stufe, ab, während der östliche Westrichrand einen eher fließenden Übergang des Muschelkalkplateaus in den Buntsandstein des Pfälzerwaldes darstellt. Die unten angegebenen Teilflächen an der Moosalbe und bei Eppenbrunn ragen auch bis in die Bewaldungen des Naturparks Pfälzerwald hinein. Nach inzwischen gängiger Einstufung bilden demgegenüber das Queidersbach- und das Moosalbtal, der östliche Besiedlungsrand von Pirmasens sowie die Trualbe den eigentlichen Ostrand.
Nach Süden findet das Zweibrücker Hügelland eine Fortsetzung nach Frankreich hinein.
Die mittlere Westgrenze zu Sankt Ingbert-Kirkeler Waldgebiet und, weiter südlich, zum Bliesgau, verläuft nach der Bundesanstalt für Landeskunde (Blatt Saarbrücken) wie auch nach landläufiger Auffassung knapp westlich der saarländischen Landesgrenze und übertritt das Tal der Blies nicht, welches hiernach als Abgrenzung zur erstgenannten Landschaft gilt. Dem steht eine rein saarlandinterne Gliederung nach Quasten (siehe Gliederung nach Quasten 1992) gegenüber, die auch einen schmalen Teil der Landschaft südwestlich Blieskastels (rechts = westlich der Blies) noch zum Zweibrücker Westrich zählt.

### Naturräumliche Gliederung

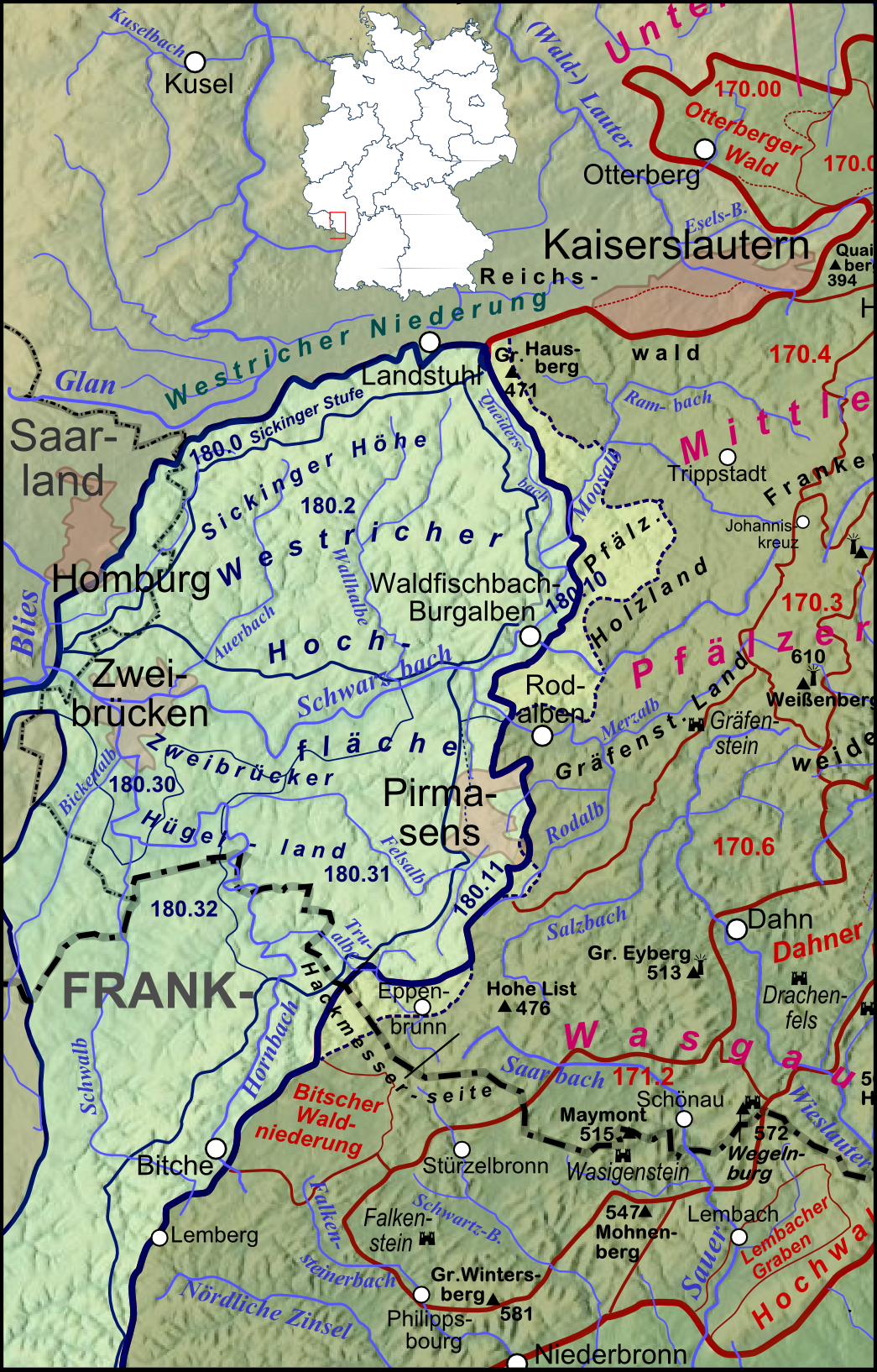
Naturräume der Westricher Hochfläche

Naturräumlich gliedert sich die Hochfläche wie folgt:
- 180 Zweibrücker Westrich (632,9 km² in Rheinland-Pfalz [RP] sowie kleinere Anteile im Saarland [SL])
  - 180.0 Sickinger Stufe (36,1 km² plus Anteile im SL)
  - 180.1 Östlicher Westrichrand (135,5 km², ganz in RP)
    - 180.10 Moosalbtalgebiet (87,2 km²)
    - 180.11 Eppenbrunner Hügelland (48,3 km²)

  - 180.2 Sickinger Höhe (212,0 km², ganz in RP)
  - 180.3 Zweibrücker Hügelland (249,3 km² plus Randanteile im SL)
    - 180.30 Untere Schwarzbachtalweitung (91,2 km² plus Randanteile im SL)
    - 180.31 Pirmasenser Hügelland (107,0 km², ganz in RP)
    - 180.32 Schwalbhügelland (51,1 km² plus Anteile im SL)

### Fließgewässer
Die Sickinger Höhe, die hauptsächlich durch die Wallhalb (17,9 km; 100,2 km² Einzugsgebiet) und den Auerbach (16,5 km; 80,4 km²) entwässert wird, reicht im Süden bis unmittelbar vor die Talweitung des Schwarzbachs. Der Osten des Zweibrücker Hügellandes (Pirmasenser Hügelland) wird vor allem durch die Felsalb (17,7 km; insgesamt 76,0 km²) entwässert, der Westen (Schwalbhügelland) durch Schwalb (114,5 km²) und Bickenalb (78,8 km²), wobei gerade vom namensgebenden Flüsschen nur ein kleiner Mündungsabschnitt auf deutschem Boden liegt. Vom Hornbach, dem Vorfluter von Felsalb, Schwalb und Bickenalb, liegt ebenfalls nur der kürzere Mündungsabschnitt in Deutschland und dieser fast komplett in der unteren Schwarzbachtalweitung. Im Norden entwässert der Lambsbach direkt zur Blies hin die Sickinger Höhe.
Nah dem Nordrand der Sickinger Höhe verläuft die Pfälzische Hauptwasserscheide zwischen dem Ober- und dem Mittelrhein (Mosel), wobei fast die gesamte Hochfläche über den Schwarzbach zu Blies, Saar und letztendlich Mosel entwässert wird.

## Geschichte
Eine wichtige historische Person der Gegend war der Ritter Franz von Sickingen (1481–1523), der zur Zeit des Übergangs vom Mittelalter zur Neuzeit Anführer der rheinischen und schwäbischen Ritterschaft war. Als Unterstützer von Anhängern der Reformation stritt er für die Säkularisation der kirchlichen Güter und führte seine Standesgenossen im Ritterkrieg an.

## Sehenswürdigkeiten und Kultur

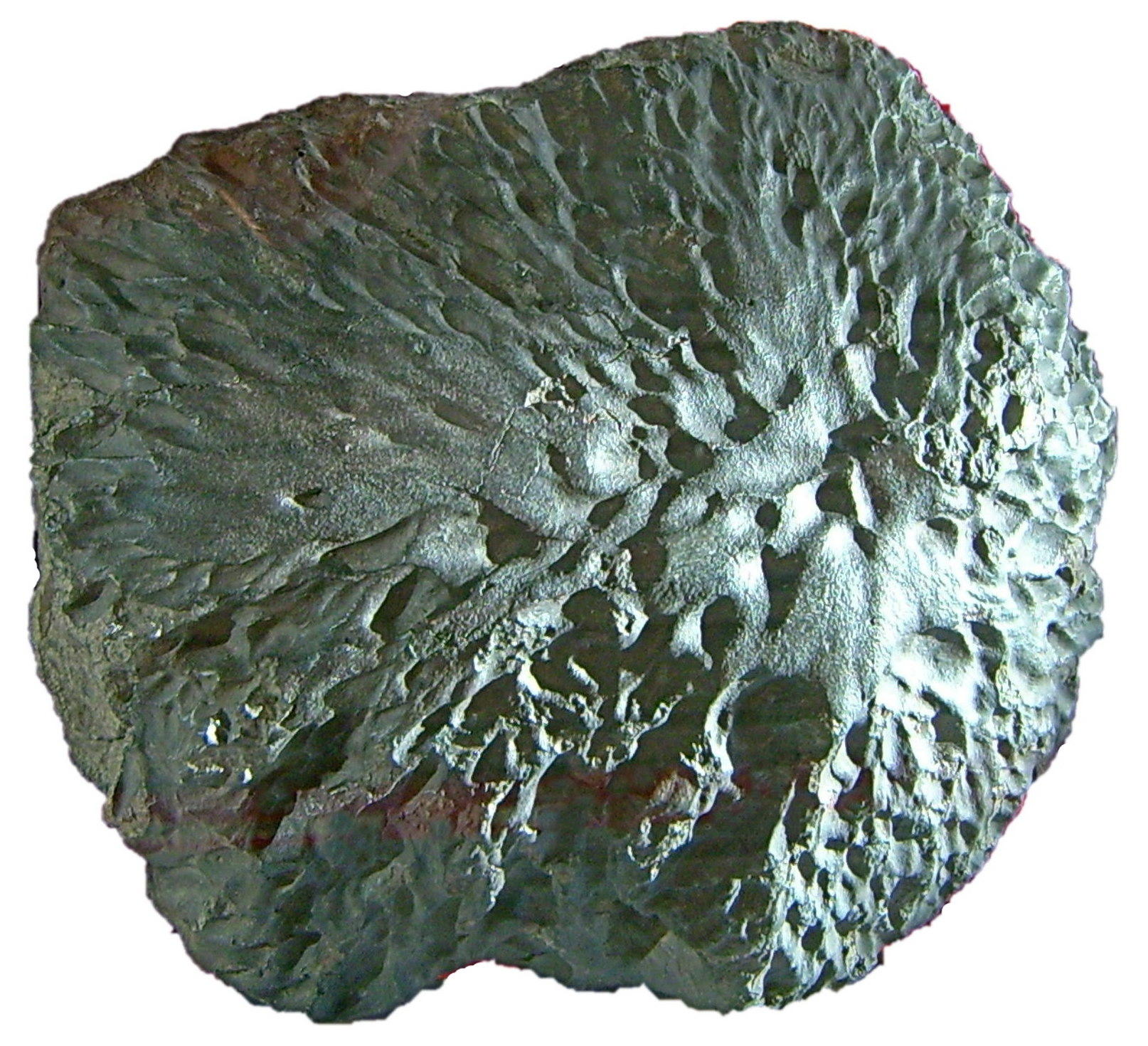
Der Krähenberg-Meteorit

Lokale Sehenswürdigkeiten werden beispielsweise im Artikel Mühlenweg behandelt. 1869 sorgte der Krähenberg-Meteorit für überregionale Beachtung.
Die Verbandsgemeinde Thaleischweiler-Wallhalben widmet sich intensiv der Pflege der Pfälzer Mundart und veranstaltet seit 1991 den Sickinger Mundartwettstreit.

## Wirtschaft und Infrastruktur

### Verkehr

#### Straße

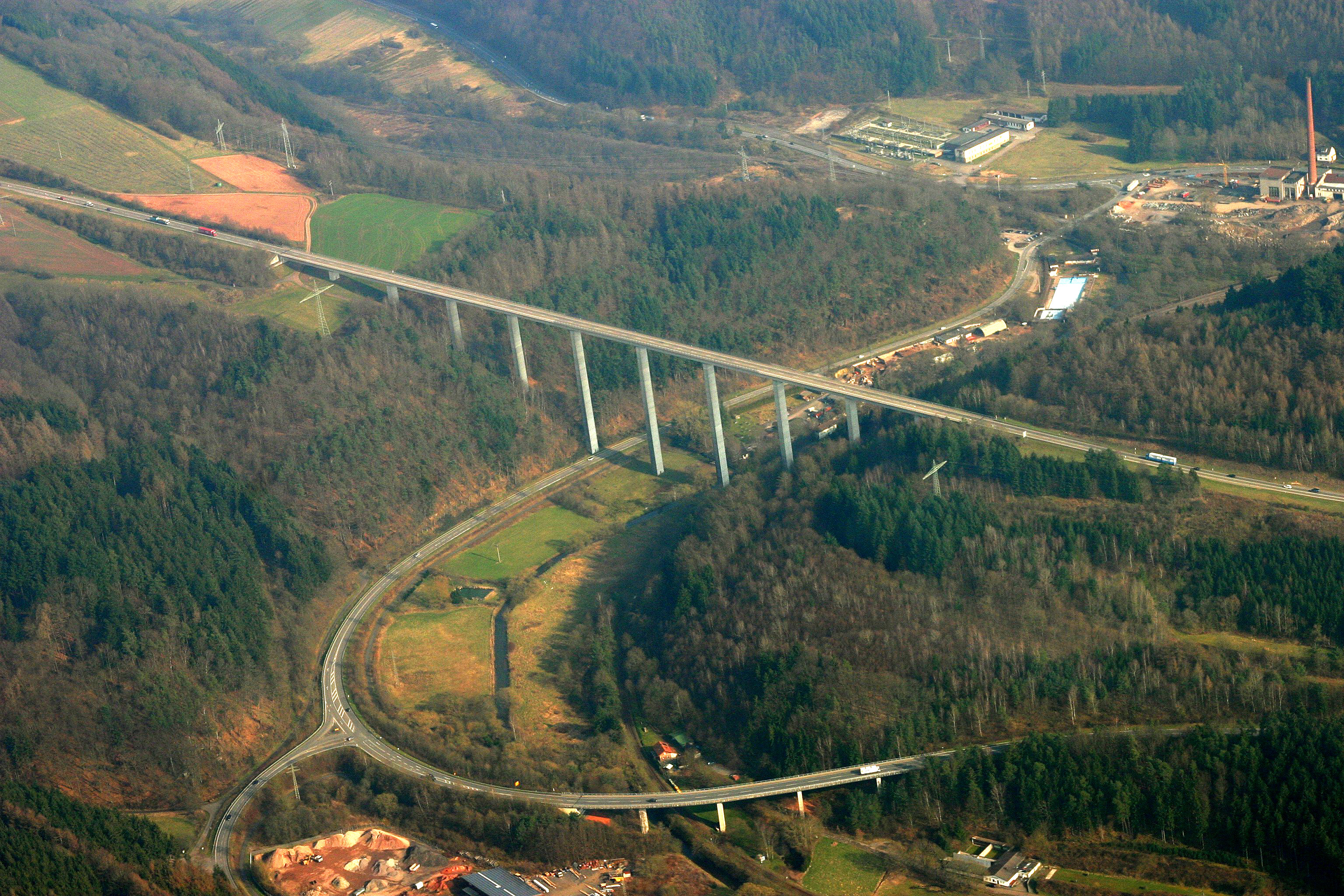
Schwarzbachtalbrücke der A 62

Erschlossen wird die Westricher Hochfläche durch die im Südteil von West nach Ost (zwischen Zweibrücken und Pirmasens) verlaufende Autobahn 8 sowie die Autobahn 62, die – teilweise erst zweispurig ausgebaut – Landstuhl im Norden mit Pirmasens im Süden verbindet.
Parallel zur Autobahn 8 verläuft die alte Bundesstraße 10, und von Kaiserslautern nach Pirmasens führt am Ostrand der Hochfläche die Bundesstraße 270.

#### Schiene
Ebenfalls etwa parallel zur A 8 verläuft die Bahnstrecke Zweibrücken–Pirmasens-Nord, die Teil der Verbindung Saarbrücken–Karlsruhe ist.

### Besiedelung
Die Westricher Hochfläche ist nur dünn besiedelt. Größere Städte gibt es lediglich an Randlagen mit Zweibrücken im südlichen Westen und Pirmasens im südlichen Osten sowie – westlich außerhalb der Sickinger Höhe und jenseits der Schichtstufe – Homburg.